# Marktrecht (historisch)

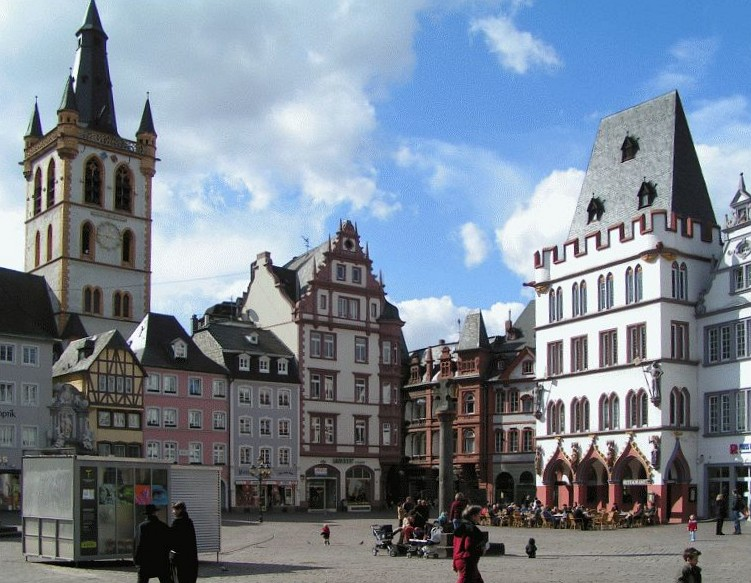
Hauptmarkt in Trier mit Marktkreuz; Trier erhielt im Jahr 958 das Marktrecht.

Das Marktrecht war im Mittelalter die Gerechtsame, also das Recht, einen ständigen Markt, einen Wochen- oder Jahrmarkt abzuhalten. Der dafür bestimmte Platz stand dann unter Marktfrieden, also einem besonderen für den Markt und seine Besucher geltenden Recht, und wurde vom Marktherrn (König, Fürst, Graf, Bischof) geschützt. Für die städtische Wirtschaft war dieses Privileg von entscheidender Bedeutung. Die Verleihung des Marktrechtes stand seit der fränkischen Zeit dem König zu, und erst im 12. Jahrhundert ging dieses Regal auf geistliche und weltliche Fürsten über und gestattete ihnen die Gründung von Städten.

## Marktverkehr
Wahrzeichen für die Marktfreiheit war anfänglich das Marktkreuz, oft mit Handschuh und Schwert als den Symbolen des Marktrecht gewährenden Königs geschmückt. Später gab es je nach Region auch andere Kennzeichen, wie zum Beispiel Fahnen oder mit Zeichen und Symbolen versehene Steinsäulen. Diese wurden vor den Einfahrten zum Marktplatz, der gewöhnlich durch verschließbare Gatter oder Tore zu betreten war, aufgestellt.
Für die Einhaltung des Marktfriedens (Königsfrieden), unter dem der Markt und seine Besucher standen, waren eigene Marktgerichte zuständig. Streitigkeiten aus dem Marktverkehr wurden ohne den Formalismus des Landesrechts entschieden. Der Marktherr garantierte die Freiheit des Handelsverkehrs sowie die Sicherheit der Wege. Außerdem erleichterte er den Handel durch Einrichtung von Münzen. Als Entgelt erhob er von den Verkäufern einen Marktzoll.

## Vom Marktrecht zum Stadtrecht
Das Marktrecht galt zunächst nur für die Zeit des Marktes, für die Marktstätte selbst und deren Besucher. Ab dem 11. Jahrhundert entfiel die zeitliche Beschränkung, und der Kreis der Nutznießer weitete sich aus, bis schließlich alle Bürger an den Privilegien eines Ortes teilhatten. Damit war eine der wichtigsten Grundlagen für das besondere Stadtrecht geschaffen.
Im Gegensatz zur Landbevölkerung konnten sich die Städter nicht selbst mit Lebensmitteln versorgen, daher wurde das (Wochen-)Marktrecht meist zusammen mit dem Stadtrecht verliehen. Einige deutsche Städte können bereits auf eine über 1000-jährige Markttradition zurückblicken. Esslingen am Neckar erhielt zum Beispiel unter Karl dem Großen schon um 800 das Marktrecht, und Kaiser Heinrich II. verlieh im Zuge einer Verwaltungsreform dem Marienstift Prüm im Jahr 1016 als erstem Stift im Heiligen Römischen Reich Münzprivilegien und Marktrecht.
Bei einem Wechsel in der Grund- oder Landesherrschaft musste das Marktrecht erneut bestätigt und durch Zahlung eines bestimmten Geldbetrages abgegolten werden. Je nach Größe und Bedeutung der Ortschaft konnte die Verleihung der Marktprivilegien mit zusätzlichen Freiheiten gegenüber den Grund- und Landesherren verbunden sein. Im Marktrecht eingeschlossen war das Bürgerrecht, das unter anderem das Privileg einer besseren Rechtsstellung und eines niedrigeren Steuersatzes mit sich brachte.

### Marktflecken: Marktrecht ohne Stadtrecht
In Mecklenburg kannte man über Jahrhunderte so genannte Marktflecken, Dörfer mit Marktgerechtigkeit und oft Sitz eines landesherrlichen Verwaltungsamtes, jedoch ohne Kommunalautonomie und besondere städtische Privilegien. Erst nach dem Sturz der Monarchie 1918 erlangten diese Marktflecken Stadtstatus.
Noch heute gibt es in Bayern, Österreich und Südtirol Gemeinden, die die Bezeichnung Markt als Ortsbezeichnung führen und einen kommunalrechtlichen Status als Marktgemeinde haben. Da es sich um einen Titel ohne Recht handelt, hat er heute im Grundsatz keinerlei praktische Bedeutung mehr.

### Marktflecken in Deutschland
- Sachsen-Anhalt: z. B. Calvörde, Diesdorf, Apenburg-Winterfeld
- Niedersachsen: z. B. Aerzen, Eime, Greene, Hagenburg, Harsefeld, Lutter am Barenberge, Uetze
- Hessen: z. B. Mengerskirchen, Weilmünster, Villmar, Merenberg

### Frankreich
Bourg, in der Verkleinerungsform «bourgade», ist der französische Begriff für einen Marktflecken. Viele Orte in Frankreich heißen „Bourg“, meist mit einem Namenszusatz.

### Iberische Halbinsel
In Spanien und Portugal setzte sich der Begriff burgo durch. Die Stadtnamen Burgos und Burgo erinnern bis heute an die mittelalterliche Marktfreiheit.

### England
Auch die englischen Boroughs, besondere Verwaltungseinheiten, wie auch in New York, leiten sich dem Namen nach davon ab.